# The Third Book of Jungle
The Third Book of Jungle je anglická verze čtvrtého alba brněnské rockové skupiny Progres 2 Třetí kniha džunglí. Jako dvojalbum bylo vydáno v roce 1983 (viz 1983 v hudbě).

## Popis alba a jeho historie
Progres 2 mezi lety 1981 a 1983 koncertovali po Československu s tematickým projektem Třetí kniha džunglí, přičemž stejnojmenné album vyšlo v roce 1982. Jednalo se o audiovizuální projekt, při jehož koncertním provedení byly spojeny složky hudební i vizuální v jeden celek. Jako volná předloha pro Třetí knihu džunglí posloužily Knihy džunglí od anglického spisovatele Rudyarda Kiplinga. Tématem projektu byl střet člověka s odlidštěnou civilizací se střídajícím se pozadím města a džungle.
V roce 1983 skupina zcela nově nahrála celé dvojalbum, tentokrát ale s anglickými texty, neboť bylo určeno především pro export.

## Vydávání alba
Dvojalbum The Third Book of Jungle vyšlo na LP v roce 1983 ve vydavatelství Panton. Na CD byla deska vydána v roce 2001 u Sony Music/Bonton. V tomto případě se jednalo o dvojCD s českou i anglickou verzí dohromady. Zatímco česká nahrávka je zde kompletní, u varianty v angličtině chybí čtyři instrumentální skladby, které jsou totožné s českou verzí.

## Seznam skladeb

### Původní verze (1983)
Disk 1
1. „The Son of Stars“ (Kluka, Morávek/Čort) – 5:34
2. „The Encounter“ (Kluka/Čort) – 5:27
3. „Who Am I?“ (Morávek/Čort) – 4:12
4. „The World Of Jungle“ (Dragoun/Čort) – 7:45
5. „The Law“ (Kluka, Morávek/Čort) – 5:09
6. „The Ape Nation“ (Kluka) – 1:09
7. „The Fear“ (Morávek/Čort) – 7:31
8. „The Lost Paradise“ (Kluka/Čort) – 4:52

Disk 2
1. „A Man That Looks Like the Dark Side of the Moon“ (Dragoun/Čort) – 6:48
2. „Ready for Sale“ (Kluka/Čort) – 4:45
3. „In the Paradise of the Century“ (Kluka) – 5:29
4. „The Advertising Suite“ (Kluka/Čort) – 2:11
5. „Disguised and Exposed“ (Kluka, Dragoun) – 4:55
6. „Coming Back“ (Pelc/Čort) – 4:44
7. „Echoes“ (Morávek) – 2:31
8. „What Is My World“ (Morávek/Čort) – 8:39

### CD verze (2001)
Disk 1
1. „Já“ (Kluka, Morávek/Čort) – 5:42
2. „Setkání“ (Kluka/Čort) – 5:21
3. „Kdo jsem?“ (Morávek/Čort) – 4:10
4. „Svět džungle“ (Dragoun/Čort) – 7:47
5. „Zákon“ (Kluka, Morávek/Čort) – 5:09
6. „Opičí národ“ (Kluka) – 1:09
7. „Strach“ (Morávek/Čort) – 7:32
8. „Ztracený ráj“ (Kluka/Čort) – 5:24
9. „The Son of Stars“ (Kluka, Morávek/Čort) – 5:34
10. „The Encounter“ (Kluka/Čort) – 5:27
11. „Who Am I?“ (Morávek/Čort) – 4:12
12. „The World Of Jungle“ (Dragoun/Čort) – 7:46
13. „The Law“ (Kluka, Morávek/Čort) – 5:08
14. „The Fear“ (Morávek/Čort) – 7:26

Disk 2
1. „Muž, který se podobá odvrácené straně Měsíce“ (Dragoun/Čort) – 6:48
2. „Neznámé nevpouštěj dál“ (Kluka/Čort) – 4:46
3. „V ráji století“ (Kluka) – 5:29
4. „Reklamní suita“ (Kluka/Čort) – 2:19
5. „S maskou a bez masky“ (Kluka, Dragoun) – 4:55
6. „To já se vracím“ (Pelc/Čort) – 4:44
7. „Ozvěny“ (Morávek) – 2:31
8. „Čím je svět můj“ (Morávek/Čort) – 9:09
9. „The Lost Paradise“ (Kluka/Čort) – 4:52
10. „A Man That Looks Like the Dark Side of the Moon“ (Dragoun/Čort) – 6:48
11. „Ready for Sale“ (Kluka/Čort) – 4:45
12. „The Advertising Suite“ (Kluka/Čort) – 2:16
13. „Coming Back“ (Pelc/Čort) – 4:44
14. „What Is My World“ (Morávek/Čort) – 8:39

## Obsazení
- Progres 2
  - Miloš Morávek – elektrická kytara, vokály
  - Pavel Pelc – baskytara, klávesy, vokály
  - Roman Dragoun – klávesy, perkuse, vokály, zpěv
  - Zdeněk Kluka – bicí, perkuse, zobcová flétna, vokály, zpěv